# Yash Chopra
Yash Raj Chopra (Lahore, 27 de setembro de 1932 − Mumbai, 21 de outubro de 2012) foi um cineasta, roteirista e produtor de cinema indiano, que trabalhou principalmente ao cinema de Bollywood, sendo considerado um diretor veterano de lá.

## Morte
Morreu a 21 de outubro de 2012, em Mumbai, em decorrência de uma dengue.